# Frank Daelemans
Frank Daelemans (Lier, 21 november 1964) is een Belgisch schrijver en duivensportliefhebber.
Daelemans studeerde Biologie en Biotechnologie aan de Universiteit Antwerpen en Gent, waar hij in 1987 afstudeerde als Licentiaat in de Dierkundige Wetenschappen.
Na werkzaam te zijn geweest bij General Motors te Antwerpen en bij een firma in de chemische nijverheid te Gent, begon Daelemans in 1994 als zelfstandig makelaar in de duivensport. Naast het kweken en verhandelen van duiven is Frank ook actief als Belgisch coördinator voor de Sun City Million Dollar Pigeon Race in Zuid-Afrika.
Zijn jarenlange vriendschap met Karel Meulemans stelde hem in staat in 2001 diens biografie te schrijven. Deze werd aanvankelijk in het Engels in eigen beheer uitgegeven als Karel Meulemans, the complete story of a pigeon sport legend. In 2003 verzorgde Daelemans op verzoek van uitgeverij Maklu een Nederlandse vertaling, die vervolgens verscheen als Karel Meulemans, het complete verhaal van een legendarisch liefhebber. 
Columns van Daelemans zijn verschenen in internationale duivensportbladen en op diverse websites.